# Desire, I Want to Turn Into You
Desire, I Want to Turn Into You é o quarto álbum de estúdio da cantora-compositora e produtora Caroline Polachek, e o segundo lançado sob seu nome real. Ele foi lançado em 14 de fevereiro de 2023 pela Sony Music, The Orchard e por sua própria marca, Perpetual Novice.
O álbum foi precedido pelos singles "Bunny Is a Rider", "Billions", "Sunset", "Welcome to My Island" e "Blood and Butter". A capa foi fotografada por Aidan Zamiri.

## Antecedentes
Depois de lançar Pang em outubro de 2019, Polachek partiu em uma turnê para apoiar o álbum, mas esta foi encurtada graças à pandemia de COVID-19 em março de 2020. A musicista permaneceu em Londres e começou a trabalhar em Desire, I Want to Turn Into You com seu colaborador frequente Danny L Harle. Ela considera o álbum uma grande parceria com Harle, já que ele possui "poucas outras colaborações". Ela continuou a trabalhar no álbum até a metade de 2021, quando se mudou brevemente para Barcelona com Harle e o novo colaborador Sega Bodega.
Em novembro de 2021, Polachek participou da canção de Charli XCX "New Shapes" ao lado de Christine and the Queens. Ela então embarcou em uma turnê norte-americana com a musicista francesa Oklou pelo resto de 2021.
Dua Lipa anunciou Polachek como ato de abertura das seções norte-americanas da Future Nostalgia Tour de fevereiro a julho de 2022, atuando em diversos festivais. Polachek participou da canção "Sirens" de Flume em março e escreveu e produziu a faixa "Afar" da artista Hyd em julho. Ela também remarcou datas de sua turnê pela Europa para terminar seu trabalho em Desire, I Want to Turn Into You.
Seis semanas antes do lançamento do álbum, em uma entrevista ao The Guardian, Polachek confirmou os títulos de três outras faixas: "Blood and Butter", "Pretty in Possible" e "Smoke".

## Composição
Desire, I Want to Turn Into You foi descrito como um álbum de art pop e pop alternativo com elementos de música eletrônica, rock e trip-hop. Shaad D'Souza do The Guardian escreveu: "Aumentando tanto os elementos fantásticos de seu predecessor quanto o seu humor e instinto pop, Desire é uma sequência eclética, elaborada e atrevidamente enlouquecida, e um dos lançamentos mais antecipados do ano." O álbum inclui gaitas de fole, coros infantis, guitarras flamencas, "batidas que variam" de trip-hop no estilo de Ray of Light a dembow, música celta e pop comercial dos anos 2000. Polachek o descreveu como "um álbum muito maximalista".

## Lançamento
Desire, I Want to Turn Into You foi anunciado em 5 de dezembro de 2022. Sua lista completa de faixas foi revelada ao lado do single "Blood and Butter" em 31 de janeiro, e o álbum foi lançado em 14 de fevereiro de 2023.

### Singles
Polachek lançou o primeiro single do álbum, "Bunny Is a Rider", em julho de 2021, canção escrita antes que a cantora entrasse em confinamento durante a pandemia de COVID-19. Ela lançou o single inspirado pelo gênero trip-hop "Billions" em fevereiro; Polachek afirmou ter demorado 19 meses para terminar a faixa. O single incluiu uma regravação de "Long Road Home", sua colaboração com Oneohtrix Point Never do álbum de 2022 Magic Oneohtrix Point Never, como lado B. "Sunset" foi lançada como single em outubro. Polachek citou as trilhas sonoras de Ennio Morricone para faroestes macarrônicos como uma influência para a canção. "Welcome to My Island", que Polachek considerou sua "canção mais malcriada até então", foi lançada junto do anúncio do álbum. Em 20 de janeiro de 2023, um remix da canção com Charli XCX e George Daniel da banda The 1975 foi lançado. "Blood and Butter" foi lançado como o quinto single do álbum em 31 de janeiro.

## Recepção crítica
| Críticas profissionais | Críticas profissionais |
| Pontuações agregadas   | Pontuações agregadas   |
| Fonte                  | Avaliação              |
| ---------------------- | ---------------------- |
| Metacritic             | 95/100                 |
| Avaliações da crítica  |                        |
| Fonte                  | Avaliação              |
| Clash                  | 9/10                   |
| DIY                    | 5 de 5 estrelas.       |
| Exclaim!               | 9/10                   |
| NME                    | 3 de 5 estrelas.       |
| Paste                  | 9.2/10                 |
| Pitchfork              | 8.7/10                 |
| PopMatters             | 10/10                  |
| Rolling Stone          | [ 31 ]                 |
| The Line of Best Fit   | 9/10                   |
| The Skinny             | 5 de 5 estrelas.       |
| The Telegraph          | 5 de 5 estrelas.       |

Em seu lançamento, Desire, I Want to Turn Into You foi laureado pela crítica, recebendo uma média agregada de 95 de um máximo de 100 no agregador de críticas Metacritic, baseada em 15 análises de críticos especializados, indicando "aclamação universal".
A publicação The Skinny garantiu ao álbum uma nota perfeita, elogiando sua "imagética estranhamente bela". O The Telegraph também deu a nota máxima a Desire, I Want to Turn Into You, comparando Polachek a Kate Bush e Björk "não porque ela soa como elas, mas porque ela tem uma mistura similar de habilidade vocal extraordinária, imaginação florida e ousadia na transição entre gêneros." Consequence, DIY e PopMatters também analisaram o álbum com uma nota perfeita, afirmando respectivamente que "Polachek cria um novo mapa para descobrir, e os resultados são emocionantes," que a musicista e Danny L Harle são "dois dois pioneiros mais vanguardistas do pop" e que o álbum é "um daqueles futuros clássicos." Enquanto isso, a Paste deu ao álbum uma nota de 9.2 de 10 destacando os arranjos "complexos e densamente sobrepostos" das faixas, e a Pitchfork uma nota de 8.7 de 10, conferindo ao álbum um selo de "Best New Music" (lit. "Melhor Música Nova").
Por outro lado, a New Musical Express, em uma análise garantindo a Desire, I Want to Turn Into You 3 estrelas de um máximo de 5, criticou o lançamento longo do álbum e a "coleção irregular" de canções, mesmo assim elogiando, dando destaque à participação de Grimes e Dido na faixa "Fly to You" e a aproximação de "Hopedrunk Everasking" e "Smoke" à "magia de Pang".

## Alinhamento de faixas
Todas as faixas foram produzidas por Caroline Polachek e Danny L Harle, exceto quando notado. Lista e créditos adaptados do Spotify e Genius.
| Lista de faixas de Desire, I Want to Turn Into You |                                    |                                                    |                                                           |         |  |
| N.º                                                | Título                             | Compositor(es)                                     | Produtor(es)                                              | Duração |  |
| 1.                                                 | "Welcome to My Island"             | Polachek Daniel Nigro James Harmon Stack           | Polachek Harle Nigro Jim-E Stack A. G. Cook (co-produtor) | 3:53    |  |
| 2.                                                 | "Pretty in Possible"               | Polachek Harle                                     | Polachek Harle                                            | 3:36    |  |
| 3.                                                 | "Bunny Is a Rider"                 | Polachek                                           | Polachek Harle                                            | 3:17    |  |
| 4.                                                 | "Sunset"                           | Polachek Caroline Ailin Salvador Navarrete         | Polachek Sega Bodega                                      | 2:43    |  |
| 5.                                                 | "Crude Drawing of an Angel"        | Polachek Harle                                     | Polachek Harle                                            | 3:28    |  |
| 6.                                                 | "I Believe"                        | Polachek Harle Ariel Rechtshaid                    | Polachek Harle Rechtshaid                                 | 4:07    |  |
| 7.                                                 | "Fly to You" (part. Grimes e Dido) | Polachek Harle Claire Elise Boucher Dido Armstrong | Polachek Harle                                            | 4:05    |  |
| 8.                                                 | "Blood and Butter"                 | Polachek Harle                                     | Polachek Harle                                            | 4:28    |  |
| 9.                                                 | "Hopedrunk Everasking"             | Polachek Harle                                     | Polachek Harle                                            | 3:19    |  |
| 10.                                                | "Butterfly Net"                    | Polachek Harle                                     | Polachek Harle                                            | 4:36    |  |
| 11.                                                | "Smoke"                            | Polachek Harle                                     | Polachek Harle                                            | 2:57    |  |
| 12.                                                | "Billions"                         | Polachek Harle                                     | Polachek Harle                                            | 4:56    |  |
| Duração total:                                     | Duração total:                     | Duração total:                                     | Duração total:                                            | 45:25   |  |

## Créditos
- Caroline Polachek – vocais, guitarra (faixa 1)
- Danny L Harle – baixo (faixa 3)
- Nico Harle – vocais adicionais (faixa 3)
- Marc López Fernández – guitarra (faixa 4)
- Samuel Organ – guitarra (faixa 4)
- Miquel Mestres – guitarra (faixa 6)
- Brìghde Chaimbeul – gaita de foles (faixa 8)
- Kirin J Callinan – guitarra (faixa 8)
- Trinity Croydon Choir – vocais adicionais (faixas 10, 12)

## Tabelas musicais
| Tabela (2023)                     | Melhor posição |
| --------------------------------- | -------------- |
| US Heatseekers Albums (Billboard) | 22             |
| UK Album Downloads (OCC)          | 39             |